# The 13th Floor
The 13th Floor (рус. 13-й этаж) — четвёртый альбом группы Sirenia и первый с участием 26-летней (на момент записи) испанской певицы Пилар «Айлин» Химе́нес Гарсии. В продажу альбом поступил 23 января 2009 года.
The 13th Floor записывался с июля по сентябрь 2008 года на студиях Sound Suite во Франции и Stargoth в Норвегии, а микширование и мастеринг были выполнены на студии Antfarm в Дании. Помимо основных участников группы, в записи альбома приняли участие приглашенные музыканты: Ян Кеннет Барквед (Elusive) исполнил вокальную партию на девятом треке и француженка Стефани Валентен, которая исполнила все скрипичные партии.
Альбом был выпущен в трёх форматах: CD, CD-Digi и Boxset, причем в последнем вышло всего 500 копий по всему миру. Мультимедийная секция дисков содержала фотографии, обои и заставку.
В поддержку альбома в Швеции был снят клип на песню «The Path to Decay».

## Список композиций
1. The Path to Decay — 4:19
2. Lost in Life — 3:14
3. The Mind Maelstrom — 4:49
4. The Seventh Summer — 5:23
5. Beyond Life’s Scenery — 4:35
6. The Lucid Door — 4:50
7. Led Astray — 4:37
8. Winterborn 77 — 5:35
9. Sirens of the Seven Seas — 5:11
10. The Path to Decay (Radio Mix) — 3:33 (только на CD-Digi и Boxset)
11. The Mind Maelstrom (Instrumental) — 4:49 (только на CD-Digi и Boxset)
12. Winterborn 77 (Instrumental) — 5:33 (только на CD-Digi и Boxset)

## Участники записи

### Основные участники
- Мортен Веланд (норв. Morten Veland) — гроулинг (1, 3-6, 8), вокал (4), гитара, бас, клавиши, программирование, композитор, лирик, сведение, микширование, продюсер, звукоинженер
- Пилар Химе́нес Гарсия (исп. Pilar Giménez García) — женский вокал
- Майкл Круминьш (норв. Michael Krumins) — гитара (только на концертах)
- Джонатан Перес (норв. Jonathan Perez) — ударные (только на концертах)

### Сессионные участники
- Ян Кеннет Барквед (норв. Jan Kenneth Barkved) — вокал (9)
- Стефани Валентен (фр. Stephanie Valentin) — скрипка (3, 7-9)

### Хор
- Эмили Лебро (фр. Emilie Lesbros)
- Дамьен Сюриан (фр. Damien Surian)
- Матьё Ландри (фр. Mathieu Landry)
- Эммануэль Золдан (фр. Emmanuelle Zoldan)
- Сандрин Гуттебель (фр. Sandrine Gouttebel)

### Технический персонал
- Терье Рефснес (норв. Terje Refsnes) — звукоинженер
- Туэ Мадсен (дат. Tue Madsen) — микширование, мастеринг
- Эмиль М. Э. Эшли (фр. Emile M. E. Ashley) — фотограф
- Ян Ирланд (Jan Yrlund) — обложка